# Dopolavoro Aziendale Falck 1935-1936
Questa voce raccoglie le informazioni riguardanti il Dopolavoro Aziendale Falck nelle competizioni ufficiali della stagione 1935-1936.

## Rosa
| N. |                   | Ruolo | Calciatore       |
| -- | ----------------- | ----- | ---------------- |
|    | Italia (bandiera) | C     | Giuseppe Arnoldi |
|    | Italia (bandiera) | D     | Ennio Bacchio    |
|    | Italia (bandiera) | A     | Osvaldo Balbiani |
|    | Italia (bandiera) | A     | Attilio Belloni  |
|    | Italia (bandiera) | A     | Carlo Biraghi    |
|    | Italia (bandiera) | A     | Eraldo Canavesi  |
|    | Italia (bandiera) | A     | Serafino Carrera |
|    | Italia (bandiera) | D     | Bruno Cescon     |
|    | Italia (bandiera) | C     | Felice Comelli   |
|    | Italia (bandiera) | D     | Mario Comotti    |

| N. |                   | Ruolo | Calciatore      |
| -- | ----------------- | ----- | --------------- |
|    | Italia (bandiera) | P     | Mario Fontana   |
|    | Italia (bandiera) | A     | Davide Gatti    |
|    | Italia (bandiera) | C     | Renzo Gotti     |
|    | Italia (bandiera) | A     | Mario Lazzaroni |
|    | Italia (bandiera) | C     | Isidoro Magni   |
|    | Italia (bandiera) | A     | Carlo Radice    |
|    | Italia (bandiera) | C     | Carlo Rossoni   |
|    | Italia (bandiera) | A     | Guido Valli     |
|    | Italia (bandiera) | D     | Mario Verga     |
|    | Italia (bandiera) | P     | Angelo Villa    |

## Calciomercato
| Acquisti | Acquisti           | Acquisti    | Acquisti   |
| -------- | ------------------ | ----------- | ---------- |
| C        | Giuseppe Arnoldi   | Pro Patria  | definitivo |
| D        | Ennio Bacchio      | Pavia       | definitivo |
| A        | Carlo Biraghi      | Vis Nova    | definitivo |
| P        | Mario Fontana      | Derthona    | definitivo |
| A        | Davide Gatti       | Trevigliese | definitivo |
| ?        | Enrico Martinenghi | Trevigliese | definitivo |
| ?        | Ugo Mauri          | Vis Nova    | definitivo |
| A        | Carlo Radice       | Palermo     | definitivo |

| Cessioni | Cessioni               | Cessioni           | Cessioni   |
| -------- | ---------------------- | ------------------ | ---------- |
| C        | Giacomo Bellotti       | ???                | definitivo |
| ?        | Pietro Cavenago        | ???                | definitivo |
| C        | Fermo Colombo          | Anconitana-Bianchi | definitivo |
| C        | Giuseppe Mandelli (I)  | Imperia            | definitivo |
| ?        | Tarcisio Mandelli (II) | Breda              | definitivo |
| ?        | Francesco Mucci        | ???                | definitivo |
| C        | Delio Oldini           | Melzese            | definitivo |
| ?        | Alberto Pina           | ???                | definitivo |
| ?        | Enea Proserpio         | ???                | definitivo |
| ?        | Fabio Storchi          | Crema              | definitivo |
| A        | Luigi Tommasini        | Breda              | definitivo |
| A        | Attilio Veroni         | ???                | definitivo |
| ?        | Bruno Viganò           | ???                | definitivo |
| ?        | Giovanni Zanardi       | Vimercatese        | definitivo |
| ?        | Carlo Zappa            | Crema              | definitivo |